# Pentamyzus falklandicus
Pentamyzus falklandicus är en insektsart som beskrevs av Hille Ris Lambers 1974. Pentamyzus falklandicus ingår i släktet Pentamyzus och familjen långrörsbladlöss. Inga underarter finns listade i Catalogue of Life.